# 清水谷公園
清水谷公園（しみずだにこうえん）は東京都千代田区紀尾井町にある千代田区立の公園。都内日野市豊田などにも同名の清水谷公園があるが、本項では千代田区の公園を説明する。

## 概要
清水谷公園のある紀尾井町は町名の由来の通り、江戸時代の紀伊（紀州徳川家）、尾張（尾張徳川家）、井伊（井伊家）のそれぞれの屋敷があった場所。紀州徳川家と井伊家の境からは清水が湧き出し、一帯は清水谷と称された。1890年（明治23年）に一帯の土地が東京市に寄贈され、清水谷公園として整備。1965年（昭和40年）に千代田区に移管され、現在は区立公園になっている。
公園内の高さ 6.27 m の大久保利通哀悼碑を中心に、心字池や各種樹木があり、界隈を行きかう人々の憩いの場となっている。特に周辺を含め八重桜が多く植わっており、春の開花シーズンに多くの人々が訪れる。2001年に公園の一部がリニューアルされた。
学生運動の盛んな1960年代から1970年代にかけて、デモ集会の場としても知られた。

## 沿革
隣接の東京ガーデンテラス紀尾井町を含む区画一帯は、江戸時代まで紀州徳川家の上屋敷があり、清水谷公園西側の道を境に、井伊家の中屋敷と接していた。
井伊家との境目付近が谷だったことと、井伊家との境目付近の紀州徳川家の屋敷から清水が沸き出ていたことから、付近は「清水谷」と呼ばれた（清水は涸れたため、人工的に復元した湧き水が公園内にある）。
明治維新後の1878年（明治11年）東京府東京市麹町区三年町（現在の千代田区永田町一丁目）に自宅を構えていた大久保利通が、赤坂仮皇居（後の迎賓館と赤坂御用地）への出仕途中に、当地（麹町清水谷）で暗殺された（いわゆる「紀尾井坂の変」）。この事件は人々に衝撃を与え、後に暗殺の現場に大久保利通哀悼碑が建てられた。
哀悼碑の建立者から付近一帯が東京市に寄贈されたのを受け、都市計画で公園として整備され1890年（明治23年）3月「清水谷公園」として開園した。

### 年表
- 江戸時代 - 紀州徳川家の屋敷
- 1878年（明治11年） - 5月14日、当地付近で大久保利通らが暗殺される
- 1884年 - 哀悼碑が完成
- 1890年 - 付近の土地が東京市に寄贈され、「清水谷公園」として開園

## 主な施設
- 大久保利通哀悼碑
- 心字池
- 近年人工的に復元された湧水

## 交通アクセスなど
- 東京地下鉄（東京メトロ）赤坂見附駅より徒歩3分、永田町駅より徒歩3分、麹町駅より徒歩5分
- 開園時間：常時開園
- 駐車場：なし
- 入園料：無料

## 隣接施設
- 東京ガーデンテラス紀尾井町
- ホテルニューオータニ